# Ignacio de Casso y Romero
Ignacio de Casso y Romero (Sevilla, 26 de juny de 1884 – Madrid, 1 de febrer de 1953) és un jurista espanyol, acadèmic de la Reial Acadèmia de Ciències Morals i Polítiques.

## Biografia
Fill d'un catedràtic de dret romà, en 1903 es llicencià en dret a la Universitat de Sevilla, i es doctorà a la Universitat Central de Madrid en 1905. En 1911 va aconseguir una beca de la Junta d'Ampliació d'Estudis per estudiar un any a Alemanya i França.
En 1911 obté la càtedra de dret civil comú i foral de la Universitat de Sevilla, que en 1916 es trasllada a la Universitat Central de Madrid, on en fou vicerector el 1929-1930. De 1914 a 1917 fou regidor de l'ajuntament de Sevilla i diputat de la Diputació Provincial de Sevilla pel Partit Conservador. El 1935 ingressà a la Reial Acadèmia de Bones Lletres de Sevilla.
L'esclat de la guerra civil espanyola el va sorprendre impartint cursos a Santander. D'allí va fugir a França en un vaixell britànic i es trasllada a la zona nacional, aconseguint reincorporar-se a la Universitat de Sevilla. En 1939 fou membre assessor de la Comissió dictaminadora d'expedients de depuració de professorat i Director general dels Registres i Notariat.
En 1942 fou nomenat director del nou Instituto Francisco de Vitoria de Estudios Jurídicos del CSIC. En 1943 es reincorpora a la càtedra de Madrid i el 1946 és nomenat novament vicedegà. En 1949 va ingressar a la Reial Acadèmia de Ciències Morals i Polítiques.